# Mitsuaki Kojima
Mitsuaki Kojima (小島 光顕?, Kojima Mitsuaki; Prefettura di Nagasaki, 14 luglio 1968) è un ex calciatore giapponese, di ruolo difensore.